# Dorian Fuller
Dorian Q. Fuller (Rolla) is een archeobotanist gespecialiseerd in vroege zelfvoorziening, het ontstaan en de evolutie van landbouw en de evolutie van gedomesticeerde planten.
Fuller groeide op in San Francisco waar hij Lowell High School bezocht en studeerde aan de Yale-universiteit waar hij zijn BA haalde en de universiteit van Cambridge waar hij zijn MPhil en PhD haalde. Sinds 2000 doceert hij aan de University College London (UCL).
Vanaf 1997 heeft hij veldonderzoek gedaan in India, Soedan, China, Turkije, Irak, Thailand, Myanmar, Marokko, Ethiopië, Pakistan en Sri Lanka. Daarbij richt hij zich op het gebruik van genetische methodes in de archeologie om zo de geschiedenis van de domesticatie en landbouw te achterhalen. Daarnaast onderzoekt hij de culturele invloed van koken op gewassen en de interactie tussen klimaatveranderingen en samenlevingen.